# Kanton Tallard
Der Kanton Tallard ist seit 1790 ein französischer Wahlkreis im Département Hautes-Alpes in der Region Provence-Alpes-Côte d’Azur. Er umfasst 19 Gemeinden im Arrondissement Gap und hat seinen Hauptort (frz.: bureau centralisateur) in Tallard.

## Gemeinden
Der Kanton besteht aus 19 Gemeinden mit insgesamt 10.984 Einwohnern (Stand: 1. Januar 2022) auf einer Gesamtfläche von 253,97 km²:
| Gemeinde              | Einwohner 1. Januar 2022 | Fläche km² | Dichte Einw./km² | Code INSEE | Postleitzahl |
| --------------------- | ------------------------ | ---------- | ---------------- | ---------- | ------------ |
| Avançon               | 418                      | 22,57      | 19               | 05011      | 05230        |
| Barcillonnette        | 140                      | 19,51      | 7                | 05013      | 05110        |
| Châteauvieux          | 536                      | 7,07       | 76               | 05037      | 05000        |
| Esparron              | 56                       | 24,11      | 2                | 05049      | 05110        |
| Fouillouse            | 274                      | 7,24       | 38               | 05057      | 05130        |
| Jarjayes              | 465                      | 22,67      | 21               | 05068      | 05130        |
| La Bâtie-Vieille      | 325                      | 9,05       | 36               | 05018      | 05000        |
| La Freissinouse       | 948                      | 8,32       | 114              | 05059      | 05000        |
| La Saulce             | 1.375                    | 7,89       | 174              | 05162      | 05110        |
| Lardier-et-Valença    | 371                      | 14,86      | 25               | 05071      | 05110        |
| Lettret               | 199                      | 4,20       | 47               | 05074      | 05130        |
| Neffes                | 783                      | 8,36       | 94               | 05092      | 05000        |
| Pelleautier           | 839                      | 12,81      | 65               | 05100      | 05000        |
| Rambaud               | 407                      | 10,71      | 38               | 05113      | 05000        |
| Saint-Étienne-le-Laus | 335                      | 8,66       | 39               | 05140      | 05130        |
| Sigoyer               | 739                      | 24,38      | 30               | 05168      | 05130        |
| Tallard               | 2.272                    | 15,02      | 151              | 05170      | 05130        |
| Valserres             | 285                      | 11,92      | 24               | 05176      | 05130        |
| Vitrolles             | 217                      | 14,62      | 15               | 05184      | 05110        |
| Kanton Tallard        | 10.984                   | 253,97     | 43               | 0514       | –            |

Bis zur Neuordnung gehörten zum Kanton Tallard die neun Gemeinden Châteauvieux, Fouillouse, Jarjayes, La Saulce, Lardier-et-Valença, Lettret, Neffes, Sigoyer und Tallard. Sein Zuschnitt entsprach einer Fläche von 111,69 km2. Er besaß vor 2015 den INSEE-Code 0523.

## Politik
| Vertreter im Départementsrat | Vertreter im Départementsrat | Vertreter im Départementsrat |
| Amtszeit                     | Namen                        | Partei                       |
| ---------------------------- | ---------------------------- | ---------------------------- |
| 1998–2015                    | Jean-Michel Arnaud           | UMP                          |
| 2015–                        | Rémy Oddou Patricia Vincent  | DVG                          |